# Biblia Almeidy
Biblia Almeidy (port. Almeida) – pierwszy portugalski przekład Pisma Świętego. Głównym tłumaczem był protestancki pastor João Ferreira de Almeida (1628–1691). Autor nie zdołał ukończyć pracy przed śmiercią. Ostatecznie po wielu latach pracy Nowy Testament ukazał się w roku 1681, Stary Testament w 1751, a całość w jednym tomie w 1819. Biblia doczekała się wielu rewizji i stała się najbardziej rozpowszechnionym portugalskojęzycznym przekładem Pisma Świętego.

## Historia

### Nowy Testament
Tłumaczenie Biblii z języka hiszpańskiego od Ewangelii i Listów Nowego Testamentu na język portugalski w roku 1644 rozpoczął mając 16 lat João Ferreira de Almeida mieszkający w Malakce (Malezja) i należący już wówczas do Holenderskiego Kościoła Reformowanego (HKR). Ukończył je rok później ale nigdy nie zostało ono wydrukowane. W roku 1651 przeniósł się do Batavii na wyspie Jawa, gdzie 12 lat później został pastorem. W tym czasie powrócił do tłumaczenia Nowego Testamentu. Przygotował dwa kolejne rękopisy Nowego Testamentu, które jednak zaginęły podczas weryfikacji. Niezrażony tym kolejny przekład ukończył w roku 1676 i przekazał do weryfikacji prezbiterium HKR. Praca nad recenzją trwała powoli więc zniecierpliwiony Almeida w 1680 bez wiedzy prezbiterium wysłał manuskrypt do Amsterdamu w Holandii do druku u wdowy J.V. Zomeren.
Pierwsze wydanie wydrukowano w roku 1681. Nosiło ono tytuł: „O Novo Testamento Isto he o Novo Concerto de Nosso Fiel Senhor e Redemptor Iesu Christo traduzido na Lingua Portuguesa”. Gdy przekład dotarł do Batavii okazało się, że zawiera poważne błędy holenderskich korektorów słabo znająych portugalski. Na zlecenie Kompanii Wschodnioindyjskiej wszystkie kopie, które jeszcze nie zostały wysłane do Batavii zostały zniszczone. To samo postanowiono zrobić z egzemplarzami które dotarły do Batavii. Jednakże nie wszystkie zostały zniszczone – część poprawiono ręcznie i rozesłano do zborów w regionie (niektóre z nich zachowały się do dziś).
Kompania Wschodnioindyjska wystąpiła o ponowne wydrukowanie przekładu ale już bez poprawek korektorskich i błędów drukarskich. Ukazał się on w roku 1683. Wkrótce potem przystąpiono do rewizji przekładu. Prace trwały 10 lat i ukazał się on w roku 1693 w Batavii, już po śmierci Almeidy. Trzecie wydanie ukazało się po roku 1711 w Tranguebar (obecnie Tarangambādi) w Indiach.

### Stary Testament
Już w trakcie prac nad recenzją NT Almeida rozpoczął tłumaczenie Starego Testamentu. W roku 1683 ukończył przekład Pięcioksięgu i przekazał go HKR do recenzji by nie powtórzyła się sytuacja z przeciągającą się recenzją NT. Ze względu na pogarszający się stan zdrowia w 1689 roku zmniejszył zakres swoich obowiązków w zborze poświęcając więcej czasu na tłumaczenie. Mimo to nie udało mu się ukończyć pracy, której poświęcił swoje życie. Zmarł w październiku 1691 roku doprowadzając swój przekład do Księgi Ezechiela 48:21 (Księga Ezechiela kończy się na 48:35).
Tłumaczenie Starego Testamentu ukończył w roku 1694 współpracownik Almeidy Jacobus op den Akker (1649–1731), pastor holenderski. Jednakże tekst Starego Testamentu został wydany drukiem dopiero w roku 1751 (wydanie trzytomowe). Pełny przekład Biblii Almeidy w jednym tomie został opublikowany dopiero w roku 1819.

## Znaczenie
Biblia Almeidy doczekała się wielu edycji i rewizji. Najbardziej znane rewizje to: europejskie wydanie z 1898 „Revista e Corrigida” oraz wydane w połowie XX wieku w Brazylii „Revista e Atualizada”. W języku portugalskim przekład Almeidy i jego rewizje ma podobne znaczenie jak angielska Biblia króla Jakuba, niemiecka Biblia Lutra czy hiszpańska Reina-Valera.

## Rewizje
- Almeida Revista e Atualizada (1959, 1993)
- Versão revisada segundo os melhores textos (pow. Almeida Revisada 1964)
- Almeida Corrigida Fiel (1994, 2007, 2011)
- Almeida Século 21 (2008)
- Nova Almeida Atualizada (2017)